# Pallars
Pallars är en hälsingegård i Långhed, Alfta socken, Hälsingland, och en av de sju Hälsingegårdar som den 1 juli 2012 kom med på Unescos lista över världsarv. Gården som är bland de största av de drygt tusen hälsingegårdarna har ägts av samma familj sedan 1600-talet.
Utmärkande för gården är dels placeringen på en höjd i landskapet som framhäver den redan stora huvudbyggnaden, samt att gården bevarar byggnader från olika generationer med distinkta stildrag i gott skick.

## Historia
Att gården gått i arv i samma familj sedan 1600-talet är väl belagt. Dess tidiga historia är inte helt klarlagd, men eftersom gården nämns i skriftliga källor från 1200-tal antas den vara ännu äldre än så. I skattelängden från 1809 har Pallars 25 fönsterrutor, redan då ett ovanligt högt antal. Men det skulle bli ännu fler när Pallarssonen Jonas Nilsson 1851 gift sig med Brita Olsdotter, som var dotter till Alftas då rikaste bonde. Den gamla huvudbyggnaden revs varefter man mellan 1855 och 1858 byggde den mangårdsbyggnad som än idag är gårdens huvudbyggnad. Den nya huvudbyggnaden var ursprungligen målad med röd slamfärg, precis som flyglarna. Mellan bröllopet och uppförandet av den nya huvudbyggnaden hade det 1853 blivit bröllopsdags för Jonas Nilssons syster. I samband med det anlitades den okände konstnär som brukar kallas "Blåmålaren" för att skapa östra flygelns rikt dekorerade interiörer. Man byggde också 1853 om den södra halvan av flygeln som tidigare varit ett stall, för att tjäna som Jonas Nilssons föräldrars bostad nu när sonen tagit över ansvaret för gården.

## Exteriör
Pallars är en trebyggd gård som består av en mangårdsbyggnad och två rödmålade flygelbyggnader. Gården består av total elva byggnader. Förutom mangårdsbyggnaden och flygelbyggnaderna finns exempelvis härbre, vedbod och hölada.
Mangårdsbyggnaden består av två och ett halvt våningsplan och är vitmålad med fönsterbågar i engelskt rött. Storleken framhävs ytterligare av husets mansardtak och även brokvisten i typiskt Alftastuk är markant större än vad som annars var brukligt. Både det brutna taket och fasader i vit eller ljusgrå linoljefärg är vanliga inslag i Voxnadalen. Den östra flygelbyggnaden består av två trähus målade med rödfärg vars ursprung spåras till 1700-talet. Brokvisten för den norra längan har mjuka äldre former, medan den södra har tydliga influenser från 1800-talets mitt då byggnaden renoverades. Den västra flygelbyggnaden är större än den östra och dateras enligt en inskription på brokvisten till 1819. Dess vindsvåning har små cirkelformade fönster, de enda i sitt slag bland Hälsingegårdarna.

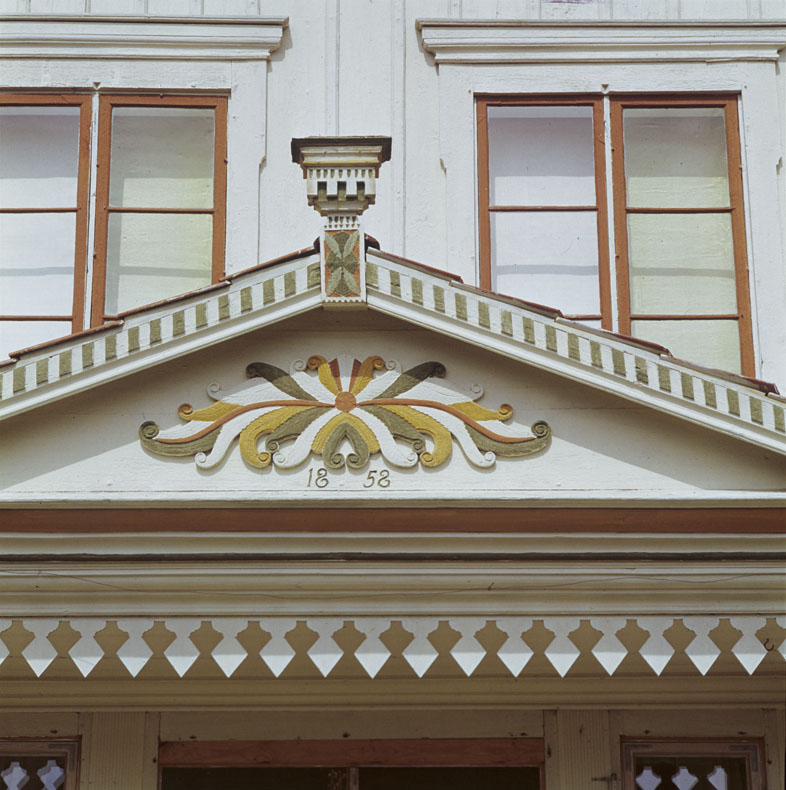
Detalj på huvudbyggnadens brokvist
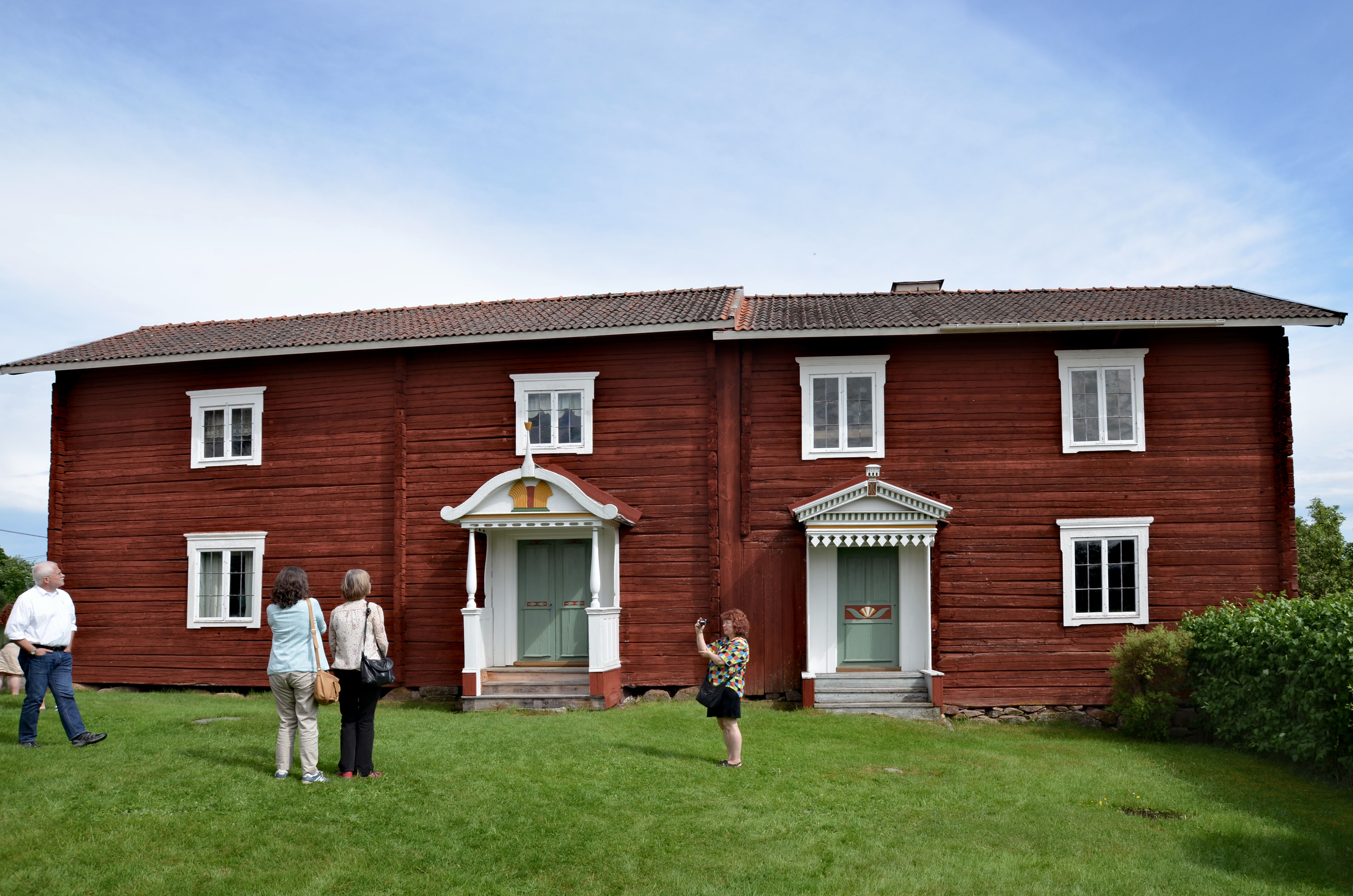
Den östra flygelns två byggnader
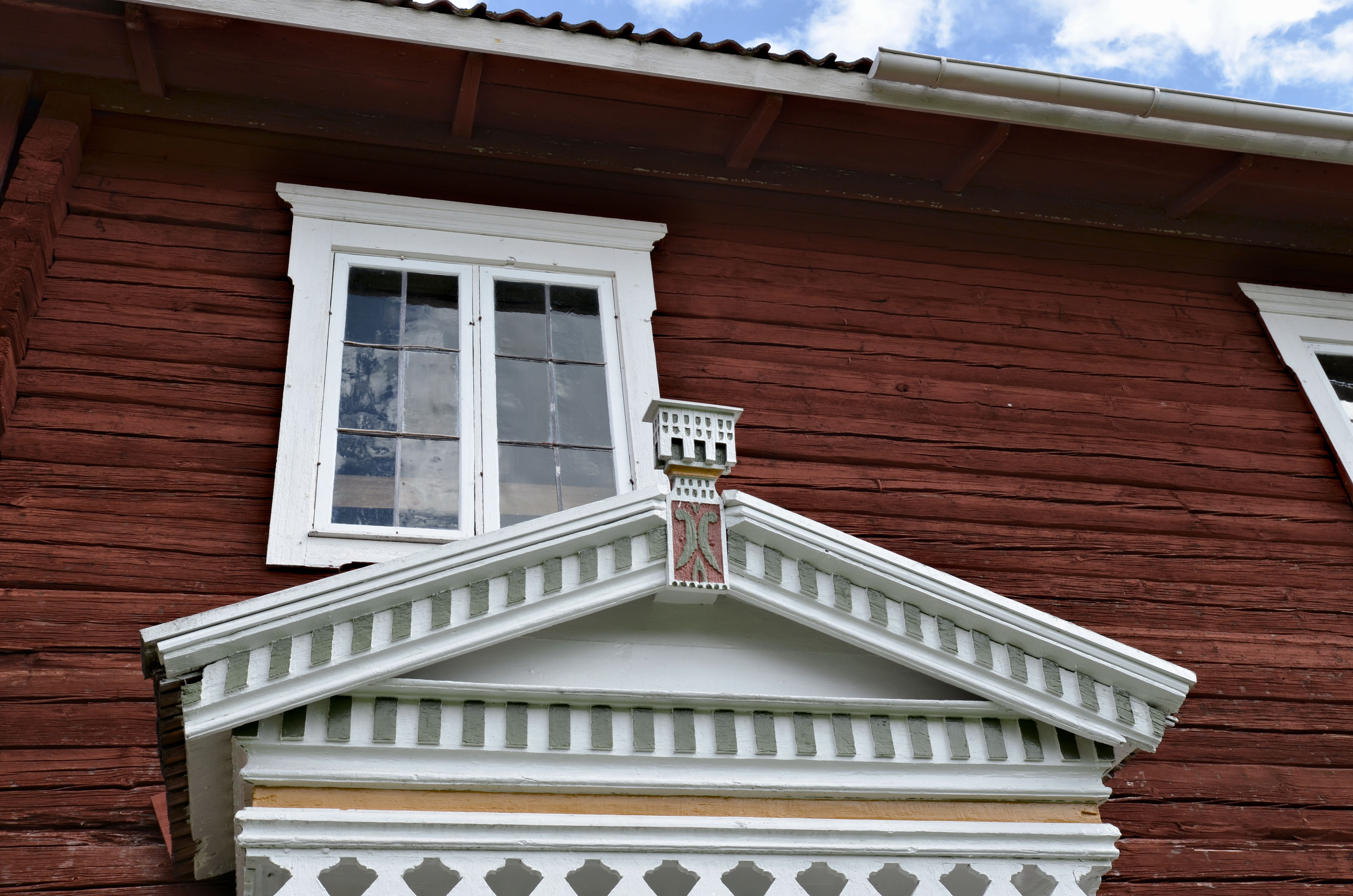
Detalj av förstukvisten från mitten av 1800-talet

## Interiör
I mangårdsbyggnaden finns väggmålningar med landskapsmotiv av dalmålaren Svärdes Hans Ersson bevarade i två av rummen. De mer omtalade måleriarbetena av "Blåmålarn" återfinns dock i den östra flygeln. Även om målarens identitet är okänd återfinns hans stildrag på flera av gårdarna i trakten. Namnet kommer sig av det dyra ultramarinblåa pigmentet som används flitigt i hans måleri. I den norra halvans sängstuga återfinns några av hans mest detaljerade arbeten. Målningarna föreställer svenska städer inklusive Stockholm och Gävle, samt avbildar naturmotiv med bland annat kåtor och samer. Hallen utanför sängstugan är dekorerad med för tidsperioden vanligt förekommande påmålad marmorering. Ovanför sängstugan finns ett odekorerat sovrum för gårdens daglönare och bredvid sängstugan finns en liten kammare med schablonmålade väggar med mycket blått. Den södra halvan av flygeln dekorerades också av Blåmålarn, men här är motiven enklare och mindre detaljrika. Den västra flygeln hyser gårdens bakstuga som stått relativt oanvänd sedan 1980-talet.

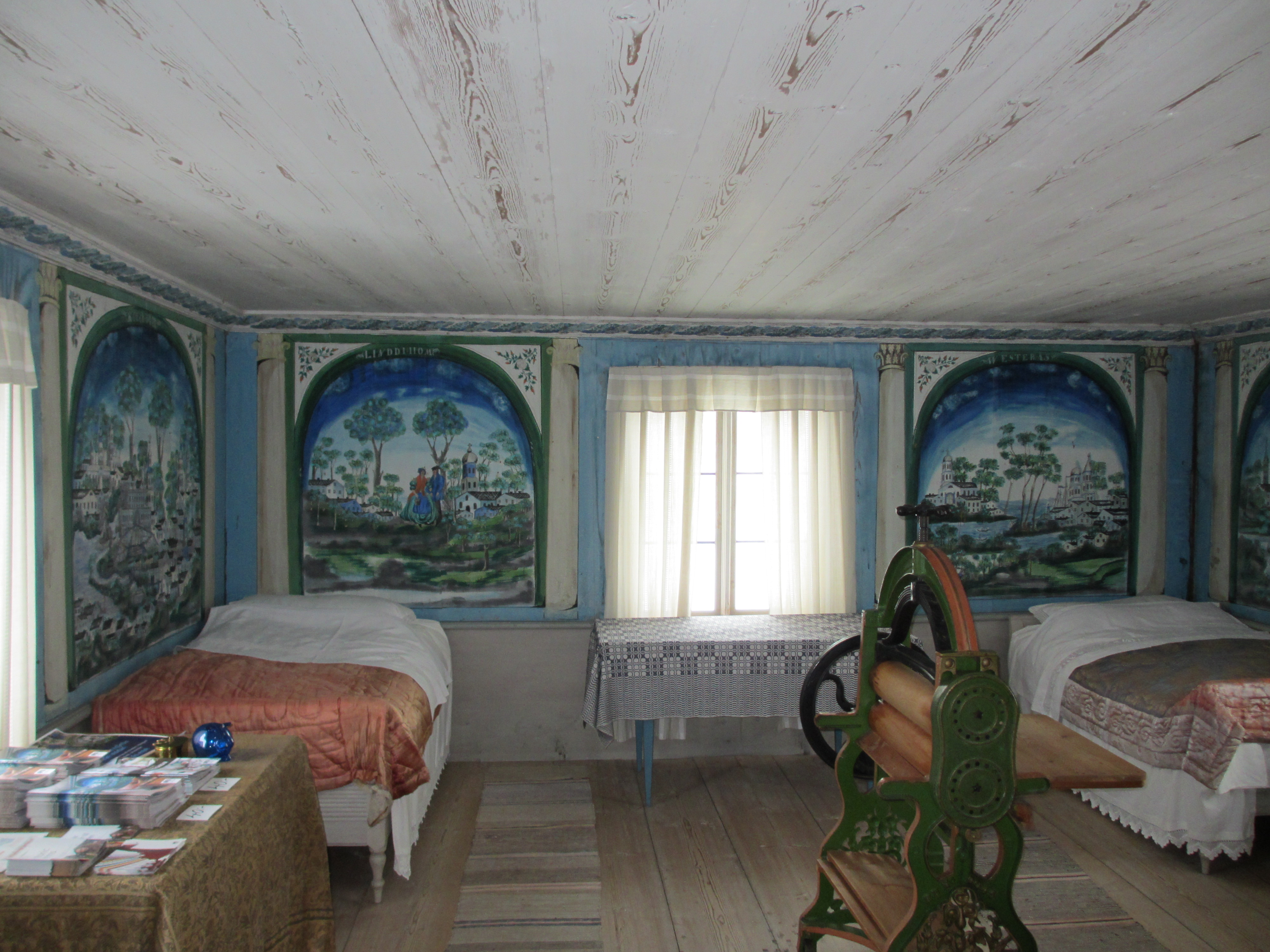
"Blåmålarns" arbeten i Sängstugan
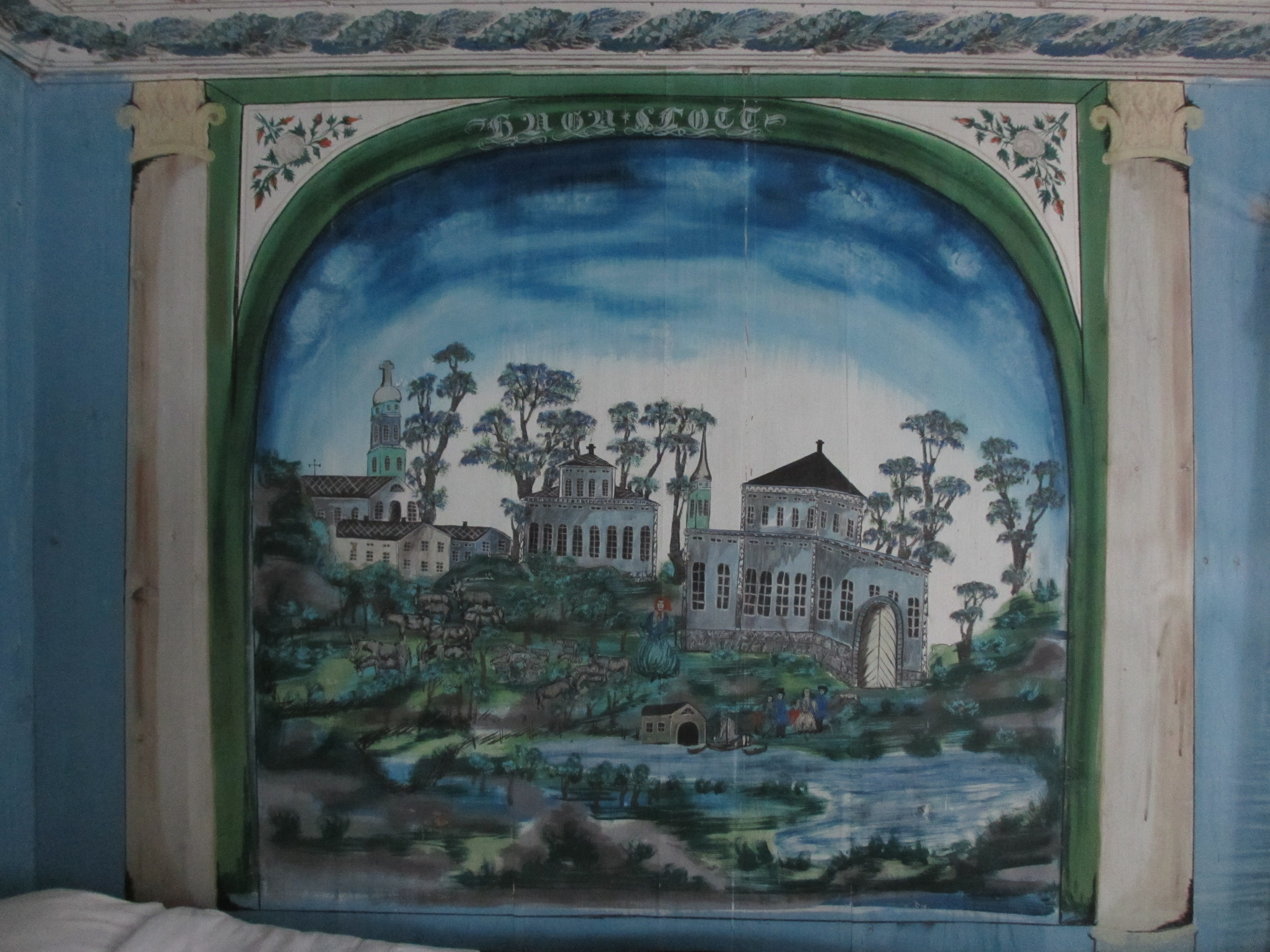
Detalj: Haga Slott